# 권태욱
권태욱(權泰郁, 1907년/1910년~1981년 6월 11일)은 대한민국의 정치인이다.

## 생애
경상남도 마산에서 태어났다는 설과 경상북도 안동에서 태어났다는 설이 있다. 일본 도쿄 마포중학교를 졸업하고 일본 주오 대학 예과 및 법학부를 졸업하였다. 도쿄에서 치과재료상을 경영하였고, 마산공과학관장을 역임하였다. 초대, 제2대 국회의원을 역임하였다.

## 역대 선거 결과
|  | 44.63% |

|  | 18.80% |

|  | 5.61% |

|  | 1.53% |

|  | 1.58% |

## 참고자료
- 《대한민국 의정총람》, 국회의원총람발간위원회, 1994년
- 권태욱 - 대한민국헌정회